# Goéland
Pour les articles homonymes, voir Goéland (homonymie).
Taxons concernés
Goéland est un nom vernaculaire ambigu désignant les espèces d'oiseaux marins de la famille des laridés appartenant au genre Larus ainsi que d'autres espèces de cette famille appartenant à d'autres genres. Sur les côtes européennes, l'espèce la plus commune est le Goéland argenté (Larus argentatus).

## Désignation et étymologie
En réalité, il n'y a guère que la langue française à faire cette distinction de nomenclature entre « mouettes » et « goélands » : pour simplifier, dans la nomenclature normalisée, un goéland est une grosse mouette. En catalan et occitan où existe également une distinction entre les deux groupes d'espèces, les termes équivalents sont respectivement gavina/gavià (catalan) et  gabina (ou gabianòlas) / gabian (occitan), d'où vient le terme gabian utilisé sur les côtes méditerranéennes. Toutefois, dans ces langues le terme employé a la même origine (l'un est le diminutif de l'autre), contrairement au doublon français mouette/goëland.
L'opinion la plus communément admise est que le français goéland est un emprunt au breton gouelañ qui désigne effectivement les goélands et signifie « pleurer » et qui décrit précisément le chant de cet oiseau. Son équivalent anglais, gull, a une origine brittonique analogue. La désignation des mouettes et goélands est effectivement très homogène dans les langues celtiques du rameau brittonique : gwelan en breton (gouelan en breton moderne), gwylan en gallois et golan en cornique. Ces trois termes auraient pour origine commune le celtique *voilenno-, racine que l'on retrouve aussi dans les langues du rameau gaélique : l'irlandais faoileán, l'écossais faoileag et l'ancien écossais gûrplan.

## Description

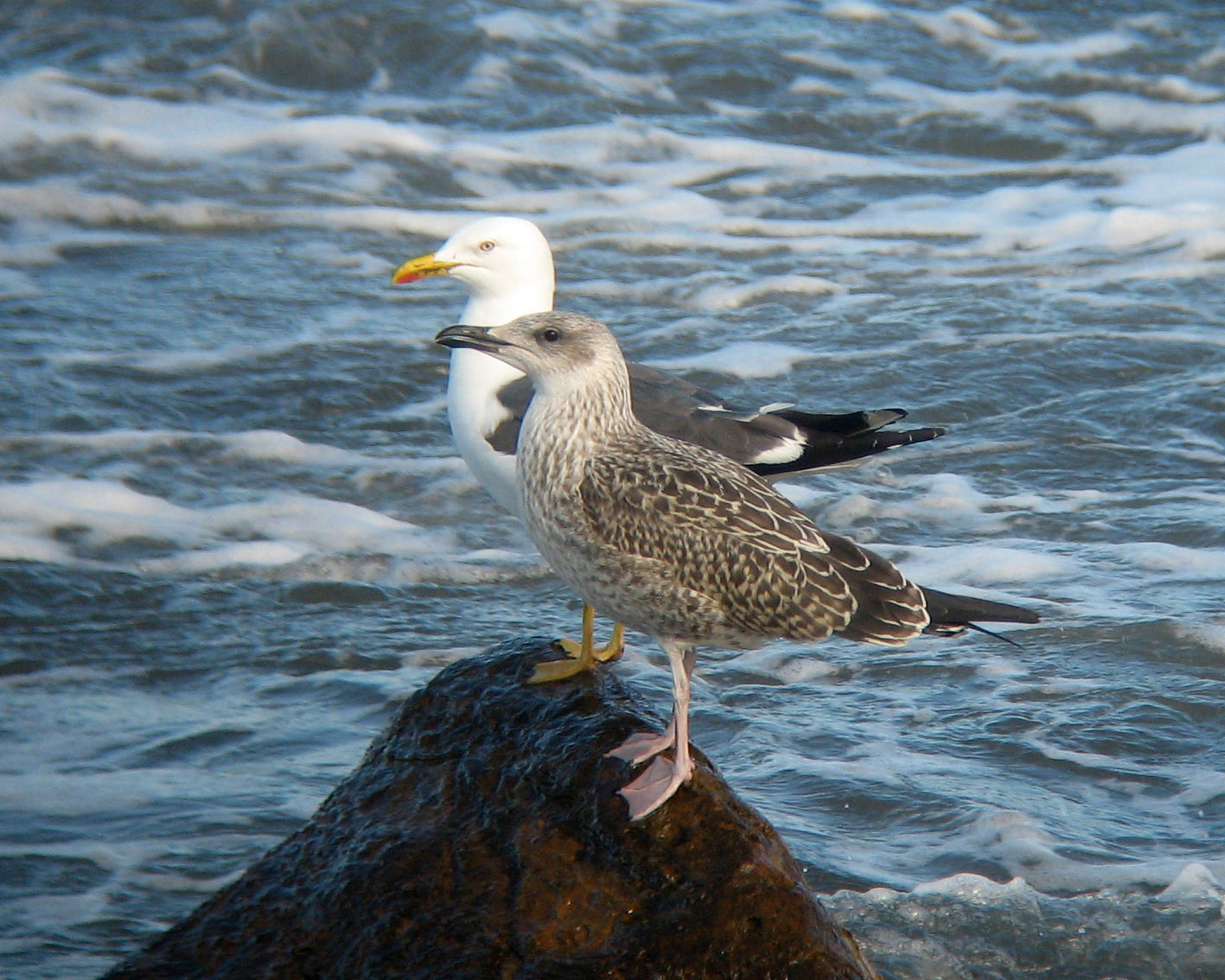
« Grisard » de Goéland brun, devant un adulte.

Ce sont des oiseaux de taille moyenne ou grande, généralement gris ou blancs, avec souvent des marques noires sur la tête ou les ailes. Ils ont un bec long et épais, des pieds palmés. Les pattes sont de couleur verte, jaune, rose ou rouge.

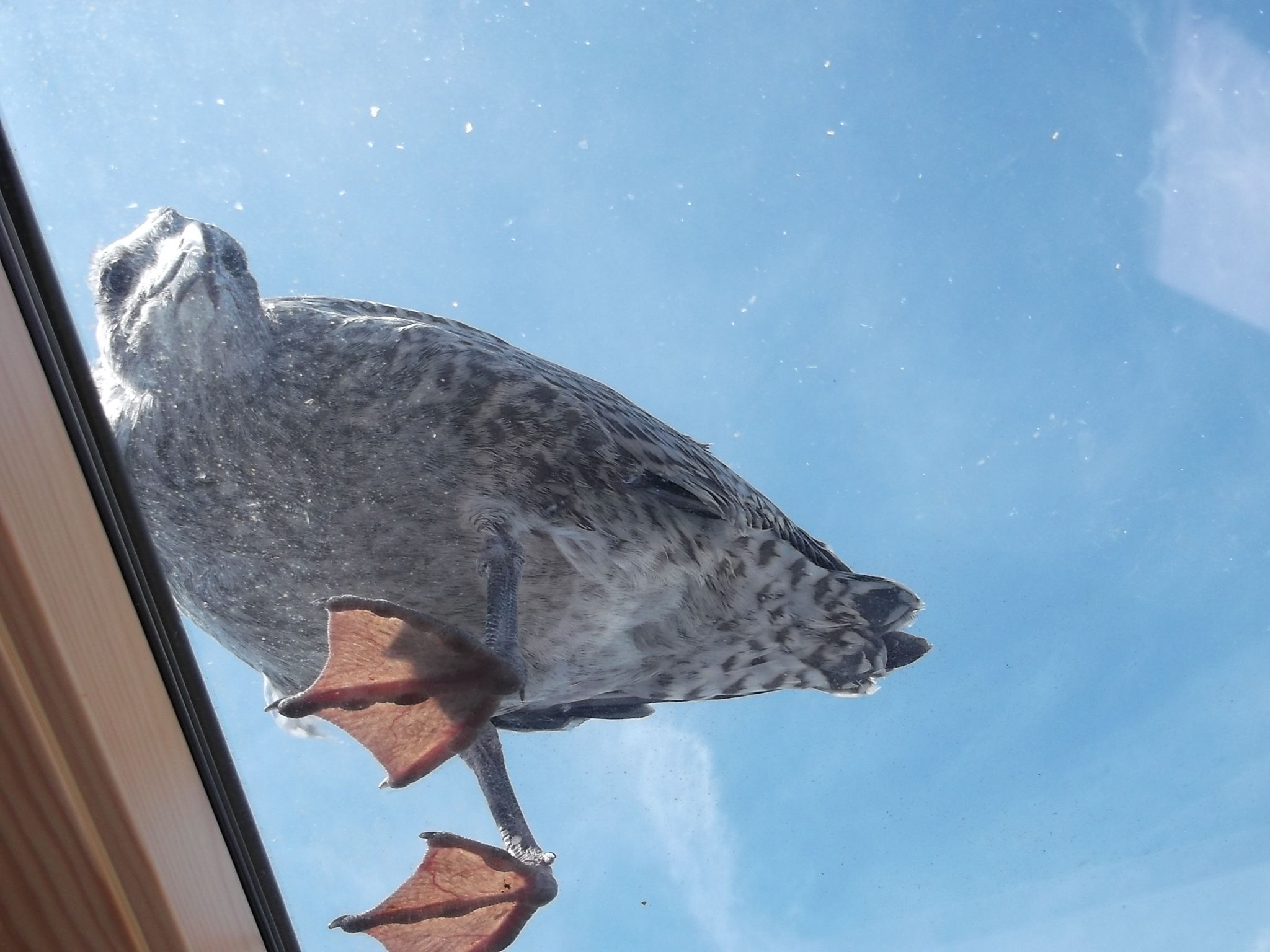
« Grisard »

Les jeunes, souvent nommés « grisards », ont un plumage mêlant le brun, le beige, le gris et le blanc ; ils mettent de deux à quatre ans pour acquérir, progressivement, le plumage adulte complet.

## Alimentation
La plupart des goélands sont omnivores, se nourrissant d'animaux et parfois de charogne. Certaines espèces de Goélands sont capables de digérer des os de taille considérable.
Les activités humaines (construction, pêche, etc.) entrainent une raréfaction de leur nourriture sur le littoral. Les goélands ont modifié leur comportement et attaquent des baleines,.

## Habitat
Les goélands sont presque tous côtiers ou insulaires, s'aventurant rarement en haute mer.
Mais on peut également trouver ces oiseaux dans des villes traversées par des fleuves ou rivières à faible débit.
Ils ont établi des colonies permanentes à l'intérieur des terres, en remontant les fleuves et les rivières (Seine, Marne, Gironde, Garonne... ).

## Les différentes espèces

### Liste par ordre taxonomique[7]

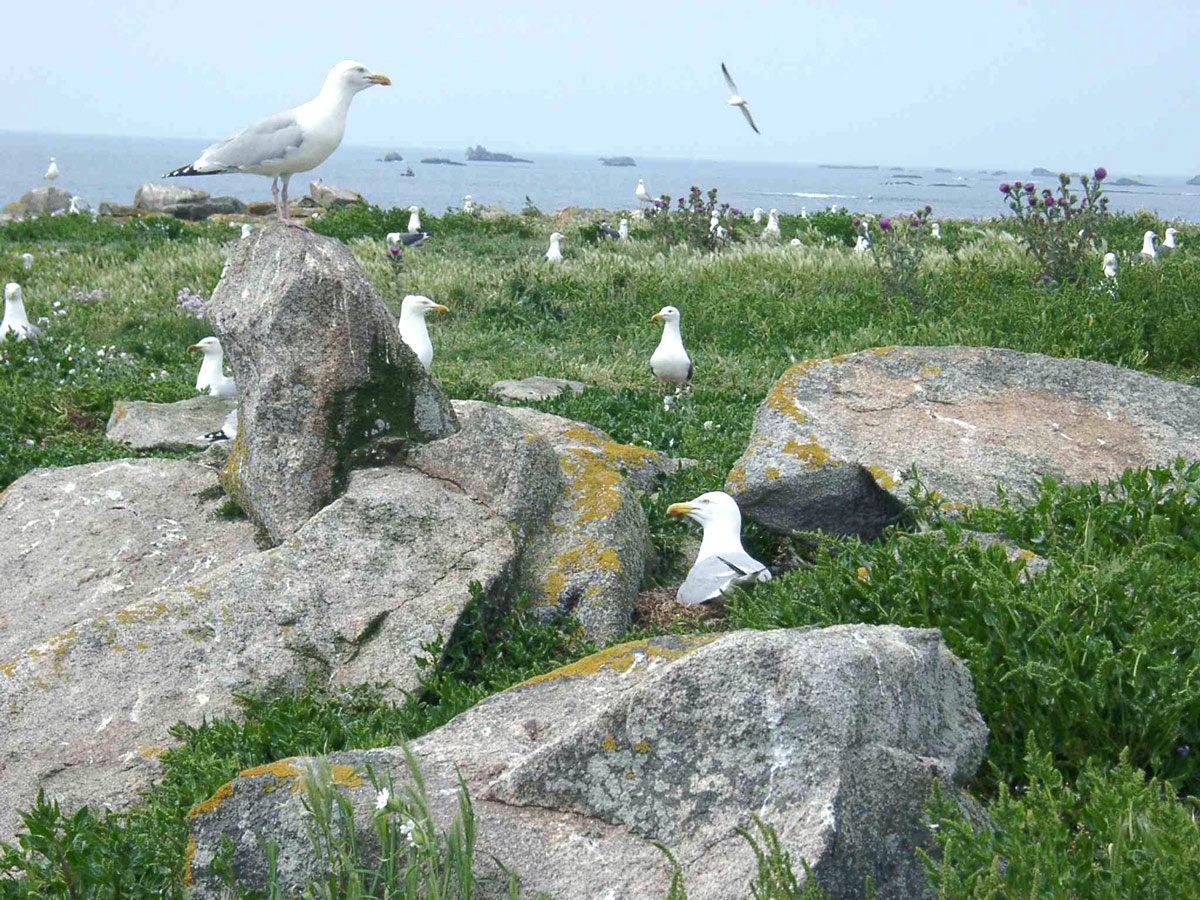

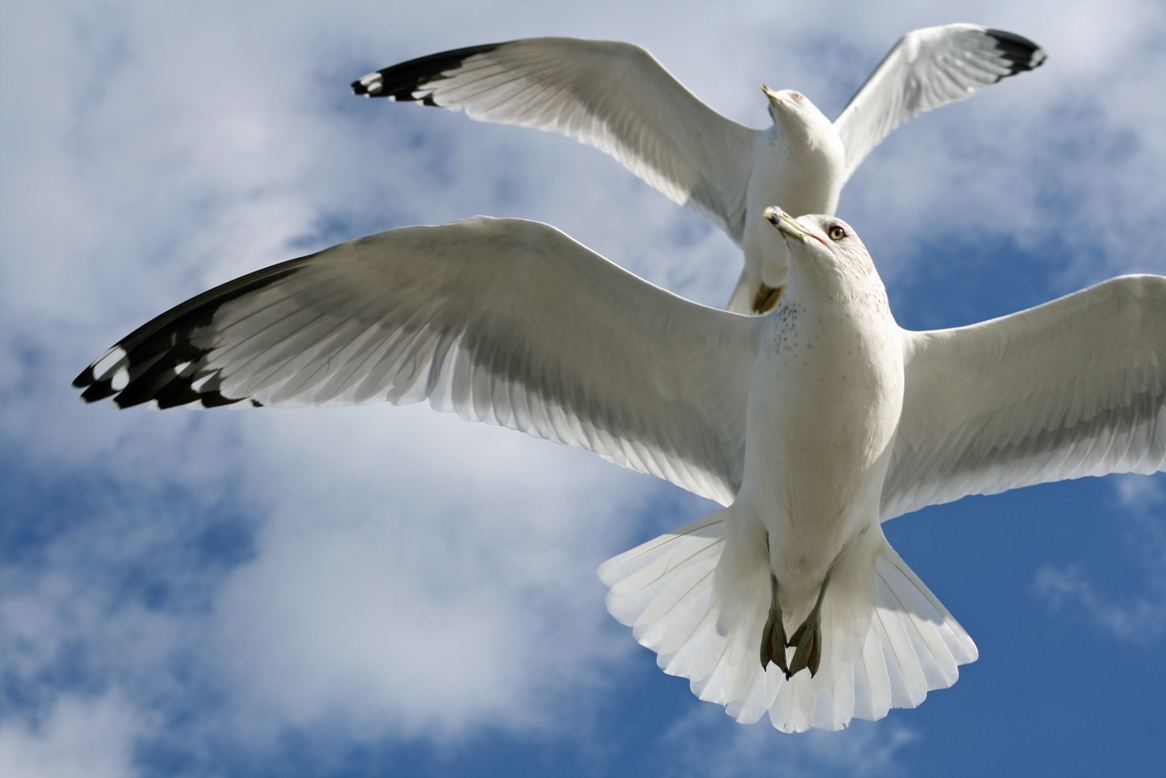

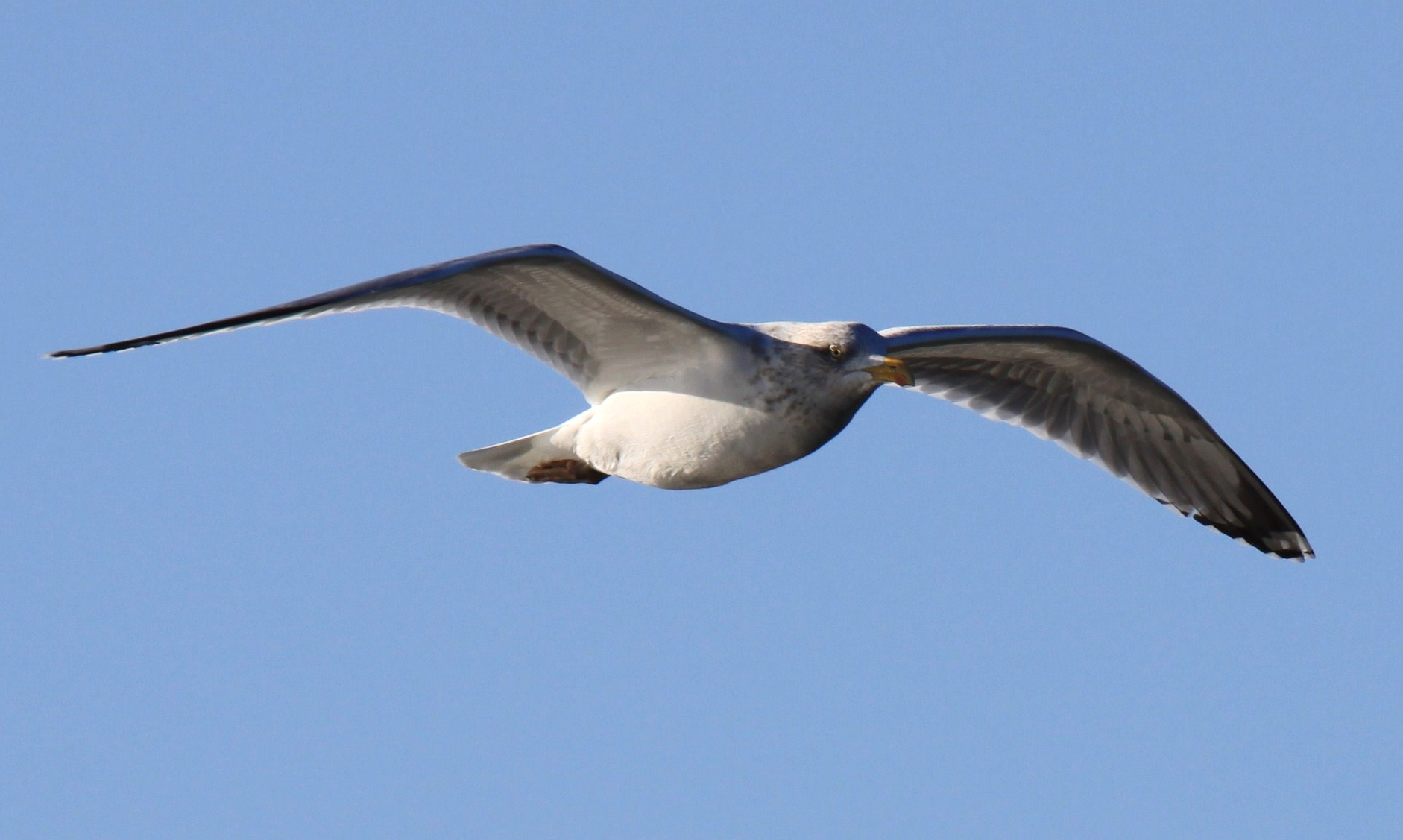
Un goéland en vol, les ailes en W inversé.

- Goéland railleur — Chroicocephalus genei Breme, 1839 — Slender-billed Gull
- Goéland gris — Leucophaeus modestus Tschudi, 1843 — Grey Gull
- Goéland de Scoresby — Leucophaeus scoresbii Traill, 1823 — Dolphin Gull
- Goéland ichthyaète — Ichthyaetus ichthyaetus Pallas, 1773 — Pallas's Gull
- Goéland d'Audouin — Ichthyaetus audouinii Payraudeau, 1826 — Audouin's Gull
- Goéland de Hemprich — Ichthyaetus hemprichii (Bruch, 1853) — Sooty Gull
- Goéland à iris blanc — Ichthyaetus leucophthalmus Temminck, 1825 — White-eyed Gull
- Goéland austral — Larus pacificus Latham, 1802 — Pacific Gull
- Goéland siméon — Larus belcheri Vigors, 1829 — Belcher's Gull
- Goéland à queue noire — Larus crassirostris Vieillot, 1818 — Black-tailed Gull
- Goéland d'Olrog — Larus atlanticus Olrog, 1958 — Olrog's Gull
- Goéland de Heermann — Larus heermanni Cassin, 1852 — Heermann's Gull
- Goéland cendré — Larus canus Linnaeus, 1758 — Common Gull
- Goéland à bec court — Larus brachyrhynchus Linnaeus, 1758 — Common Gull
- Goéland à bec cerclé — Larus delawarensis Ord, 1815  — Ring-billed Gull
- Goéland de Cortez — Larus livens Dwight, 1919 — Yellow-footed Gull
- Goéland d'Audubon — Larus occidentalis Audubon, 1839 — Western Gull
- Goéland pontique — Larus cachinnans Pallas, 1811 — Caspian Gull
- Goéland dominicain — Larus dominicanus Lichtenstein, 1823 — Kelp Gull
- Goéland argenté — Larus argentatus Pontoppidan, 1763 — Herring Gull
- Goéland de la Véga — Larus vegae Palmén, 1887 — Vega Gull
- Goéland leucophée — Larus michahellis Naumann, 1840 — Yellow-legged Gull
- Goéland d'Arménie — Larus armenicus Buturlin, 1934 — Armenian Gull
- Goéland marin — Larus marinus Linnaeus, 1758 — Great Black-backed Gull
- Goéland bourgmestre — Larus hyperboreus Gunnerus, 1767 — Glaucous Gull
- Goéland brun — Larus fuscus Linnaeus, 1758 — Lesser Black-backed Gull
- Goéland de Californie — Larus californicus Lawrence, 1854 — California Gull
- Goéland hudsonien — Larus smithsonianus Coues, 1862 — American Herring Gull
- Goéland à ailes grises — Larus glaucescens J.F. Naumann, 1840 — Glaucous-winged Gull
- Goéland à manteau ardoisé — Larus schistisagus Stejneger, 1884 — Slaty-backed Gull
- Goéland arctique — Larus glaucoides B. Meyer, 1822 — Iceland Gull

### Galerie

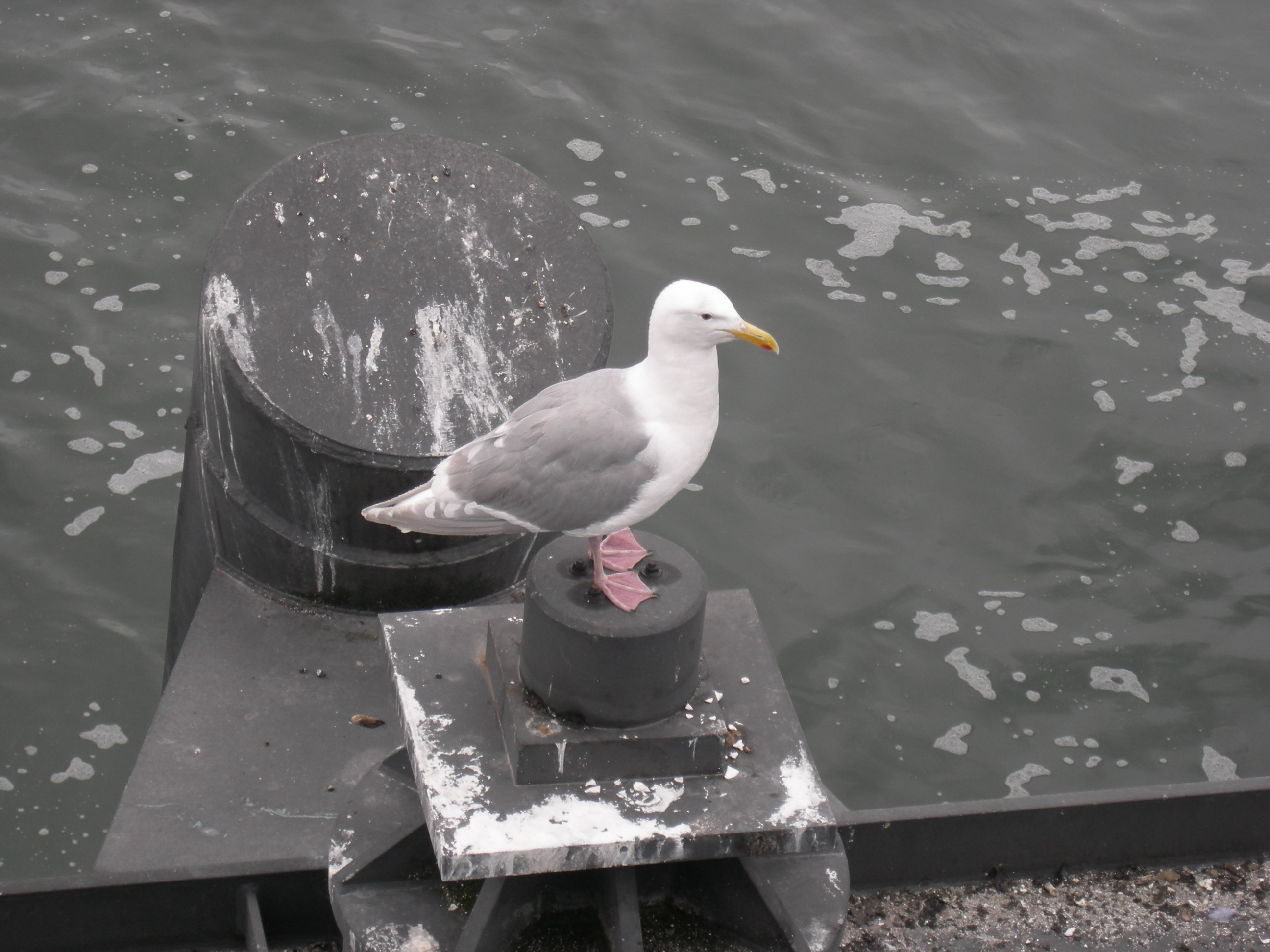
Goéland à ailes grises
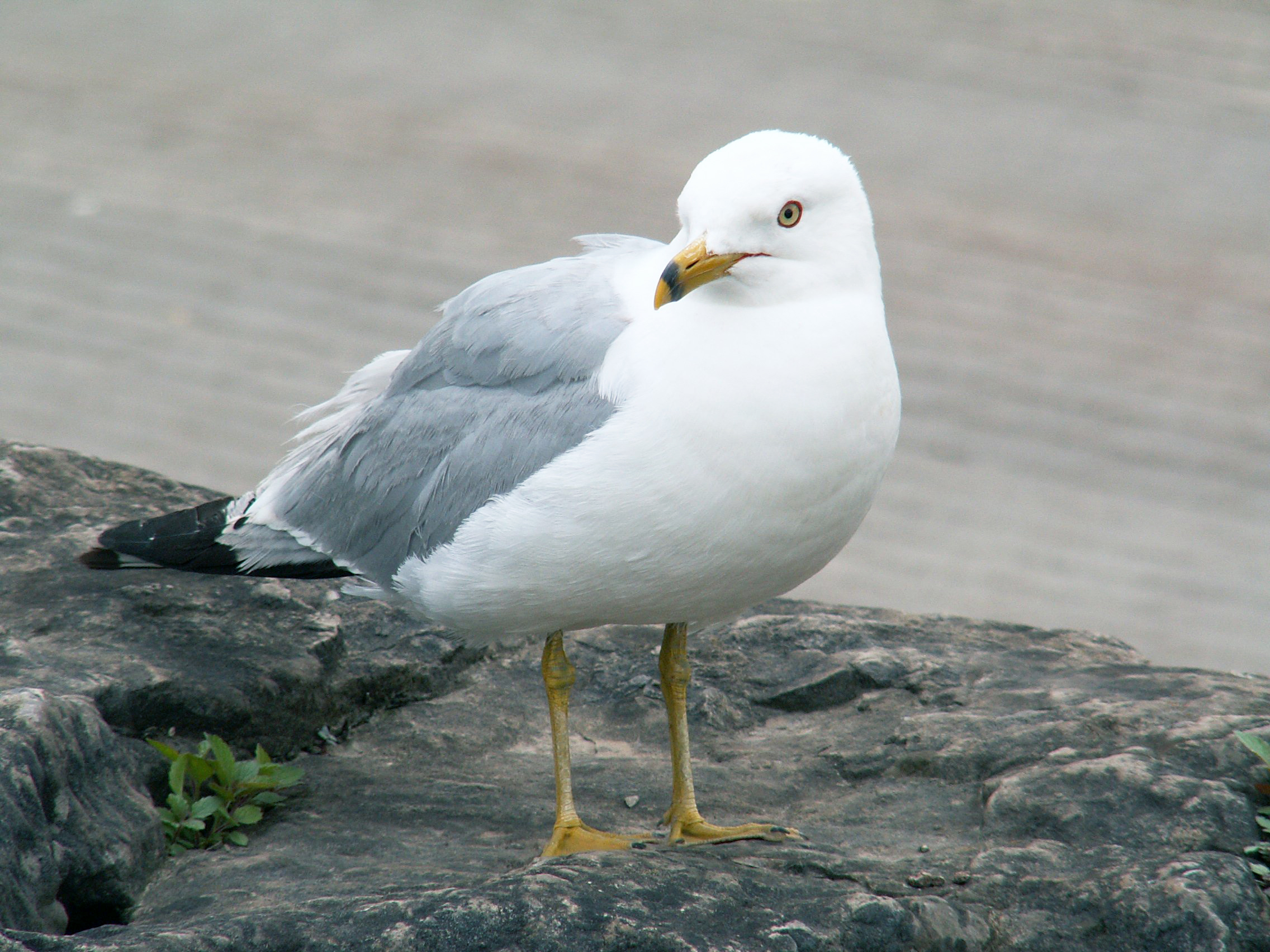
Goéland à bec cerclé
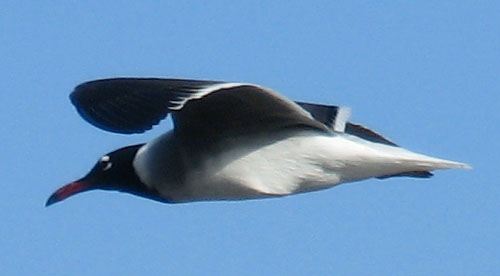
Goéland à iris blanc
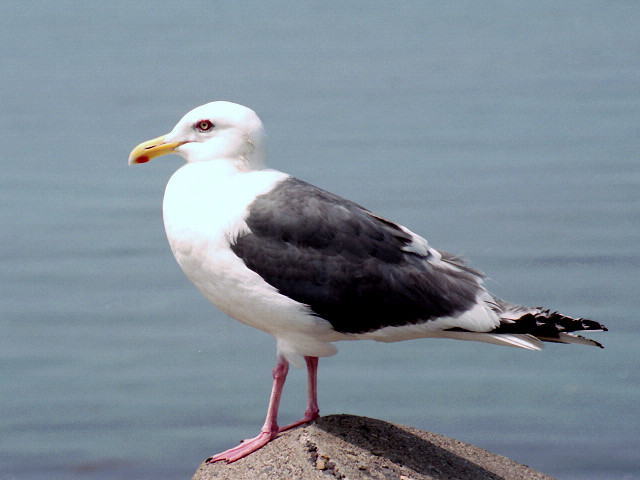
Goéland à manteau ardoisé
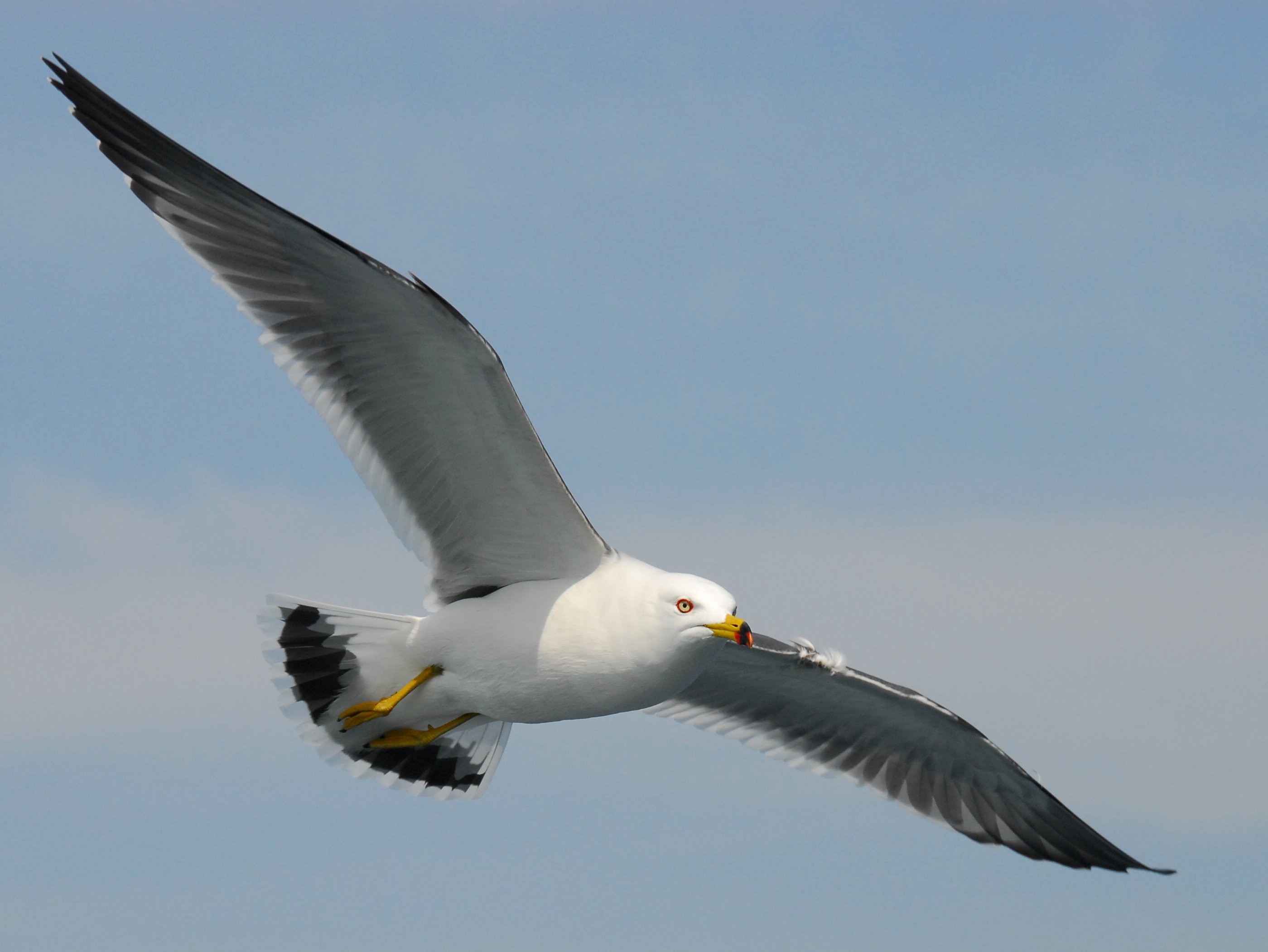
Goéland à queue noire
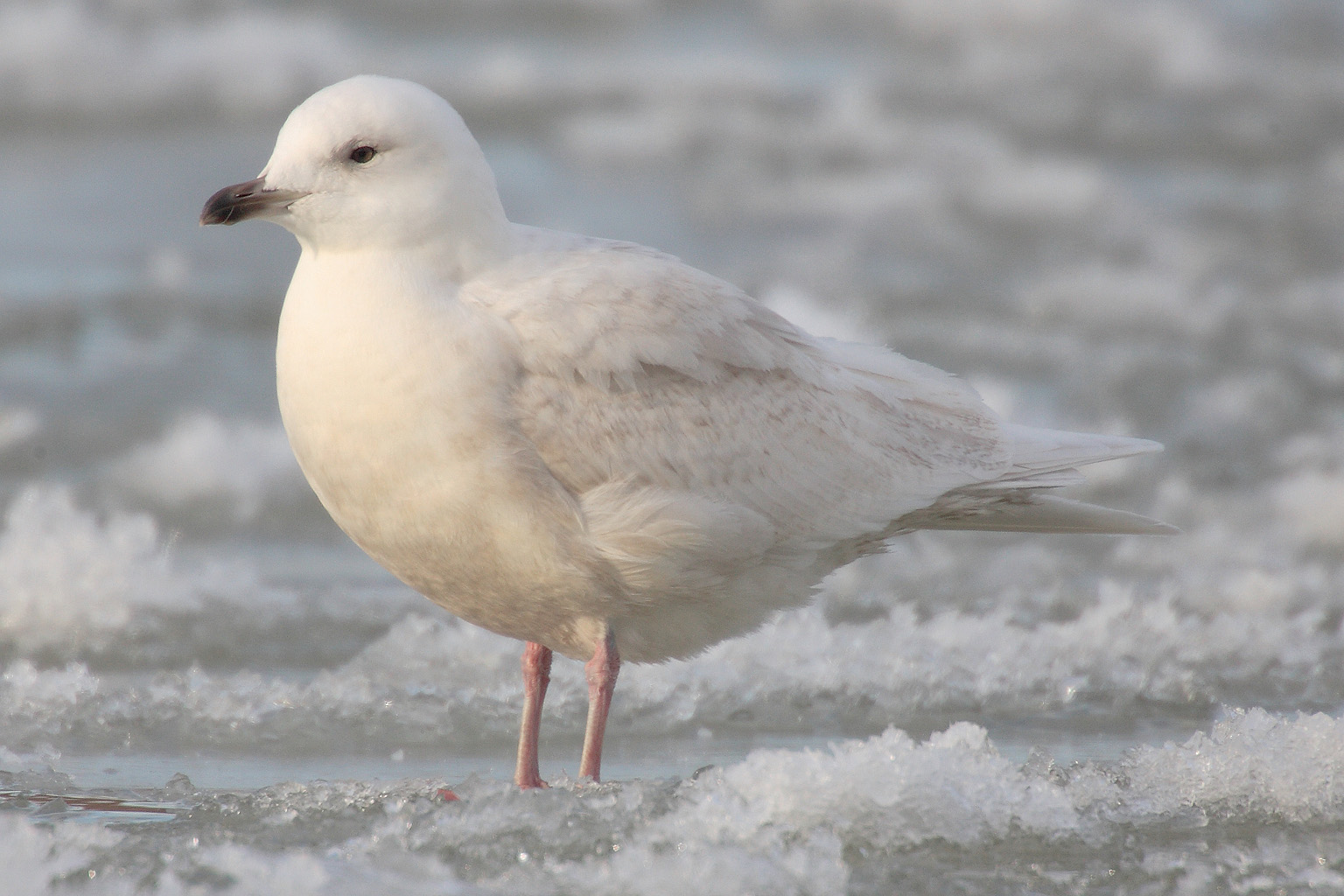
Goéland arctique
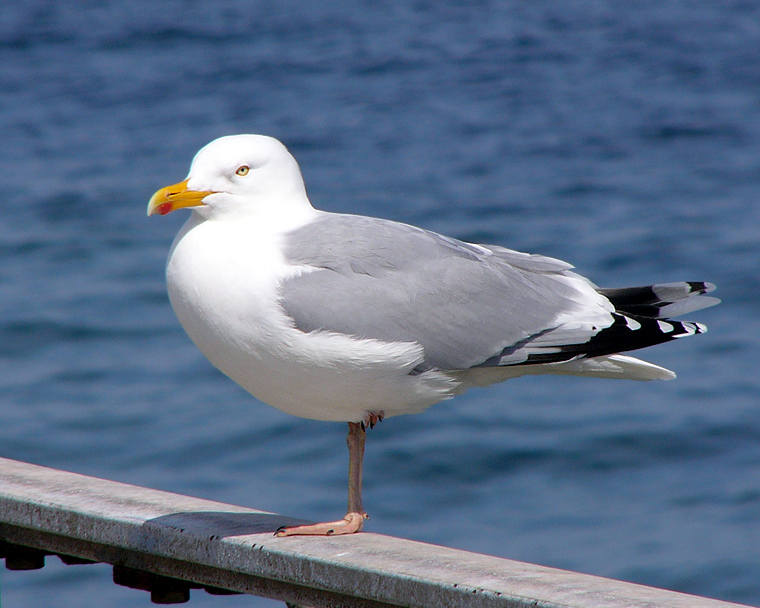
Goéland argenté
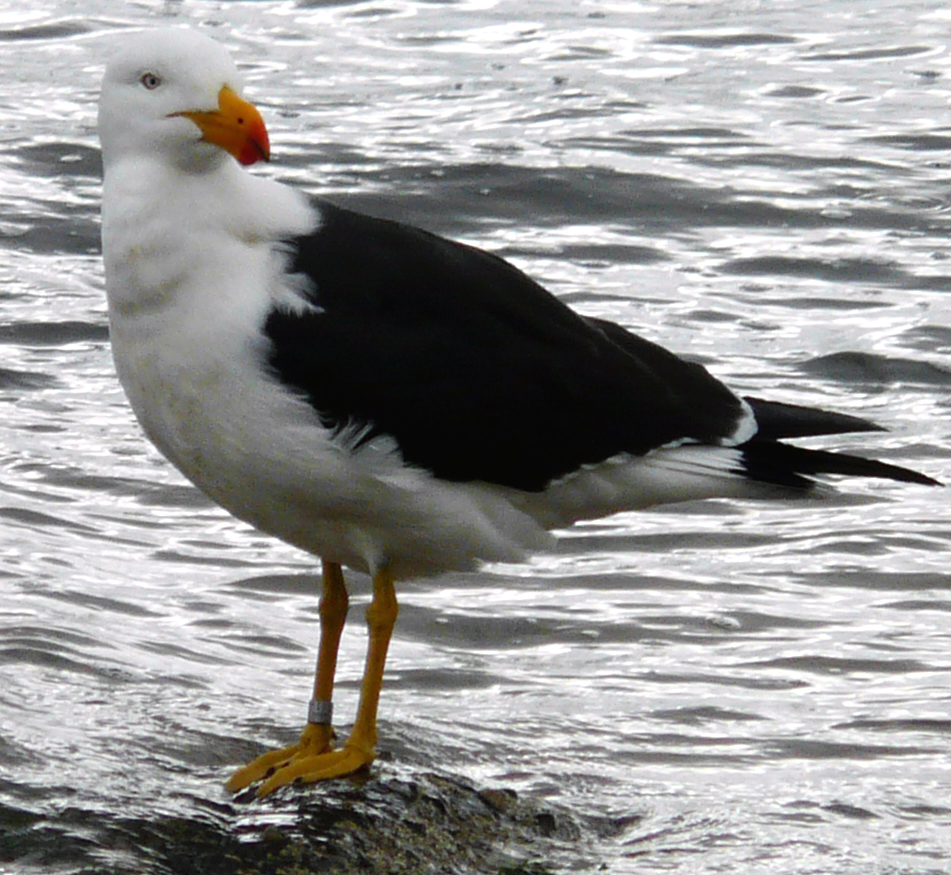
Goéland austral
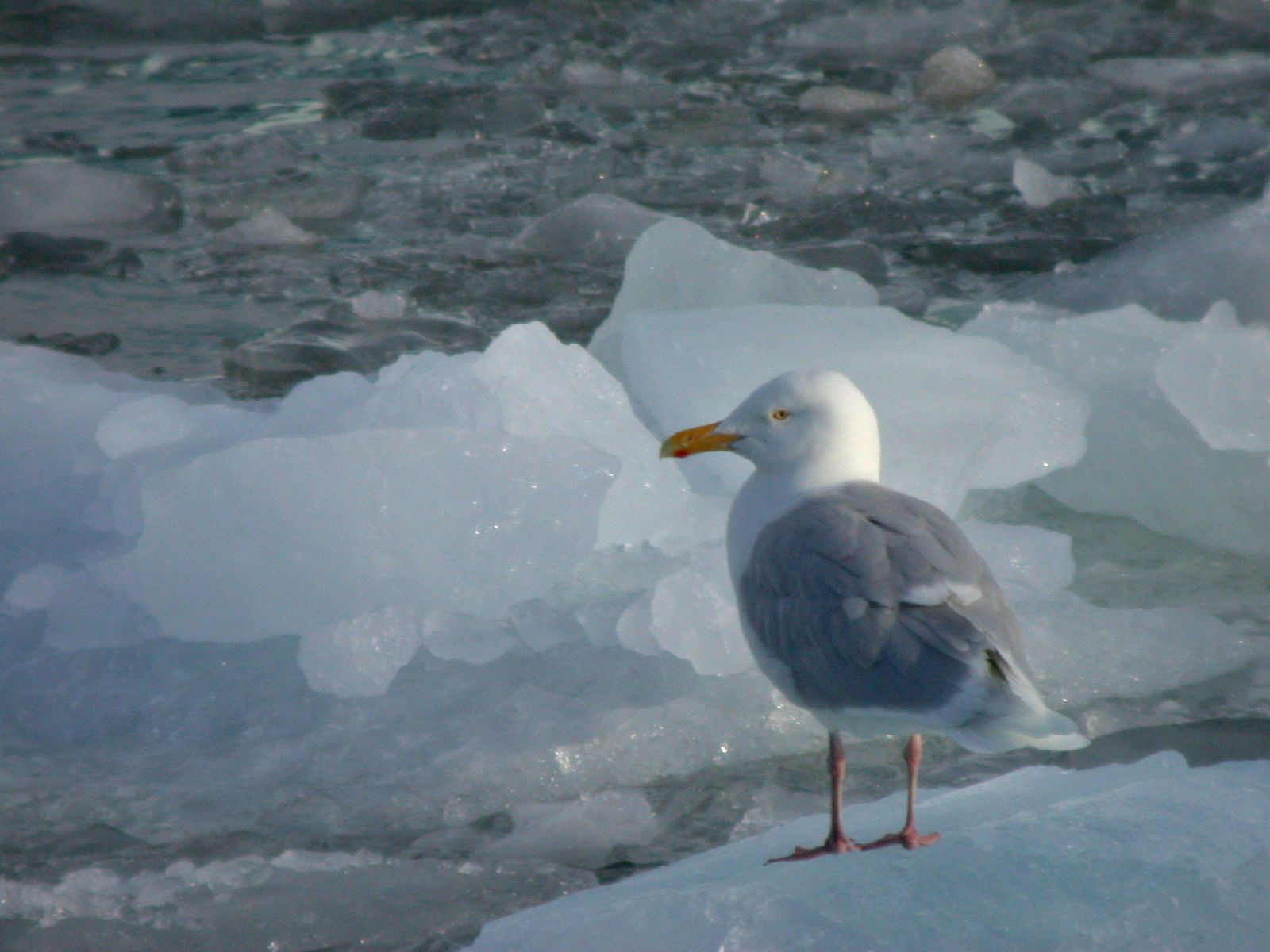
Goéland bourgmestre
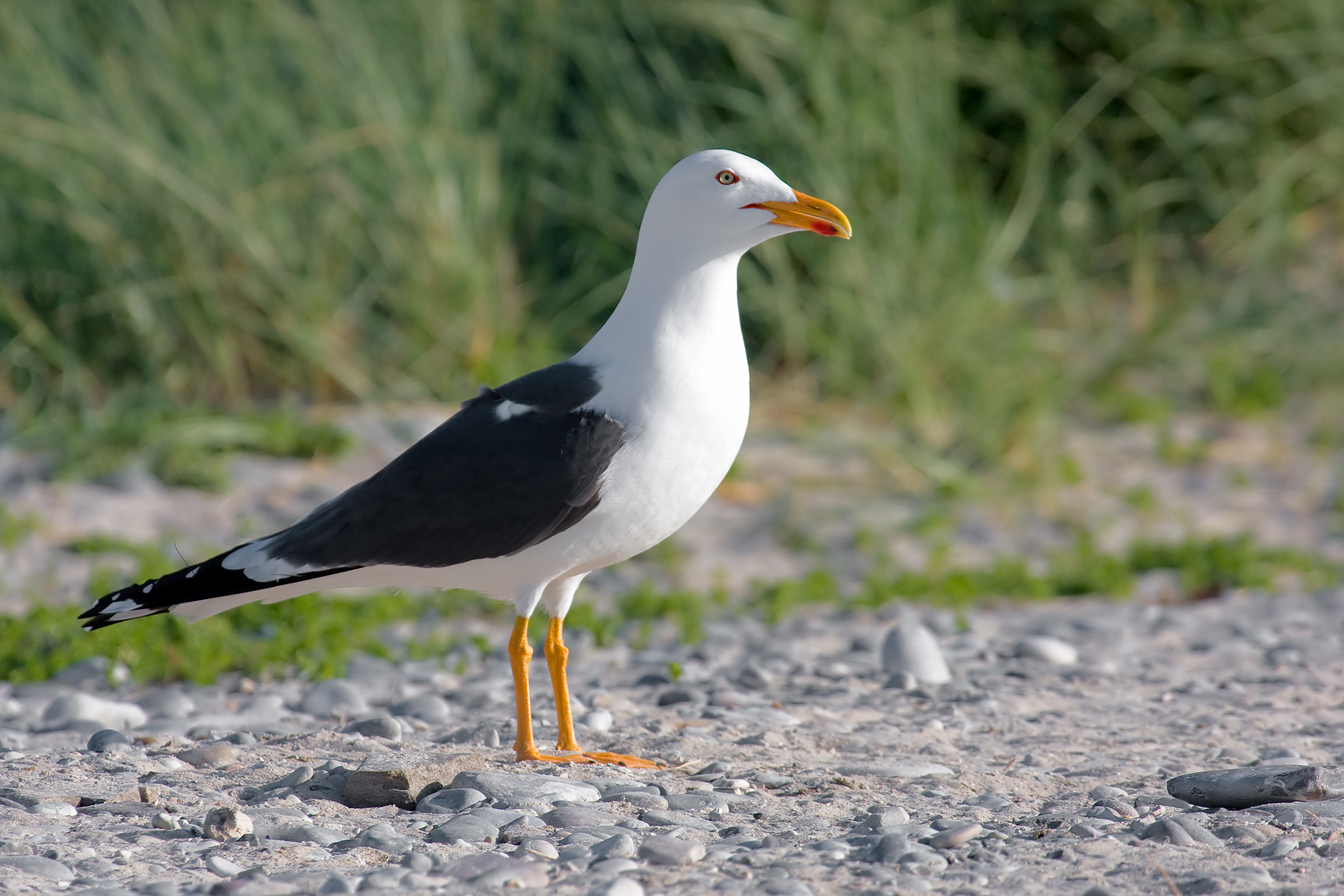
Goéland brun
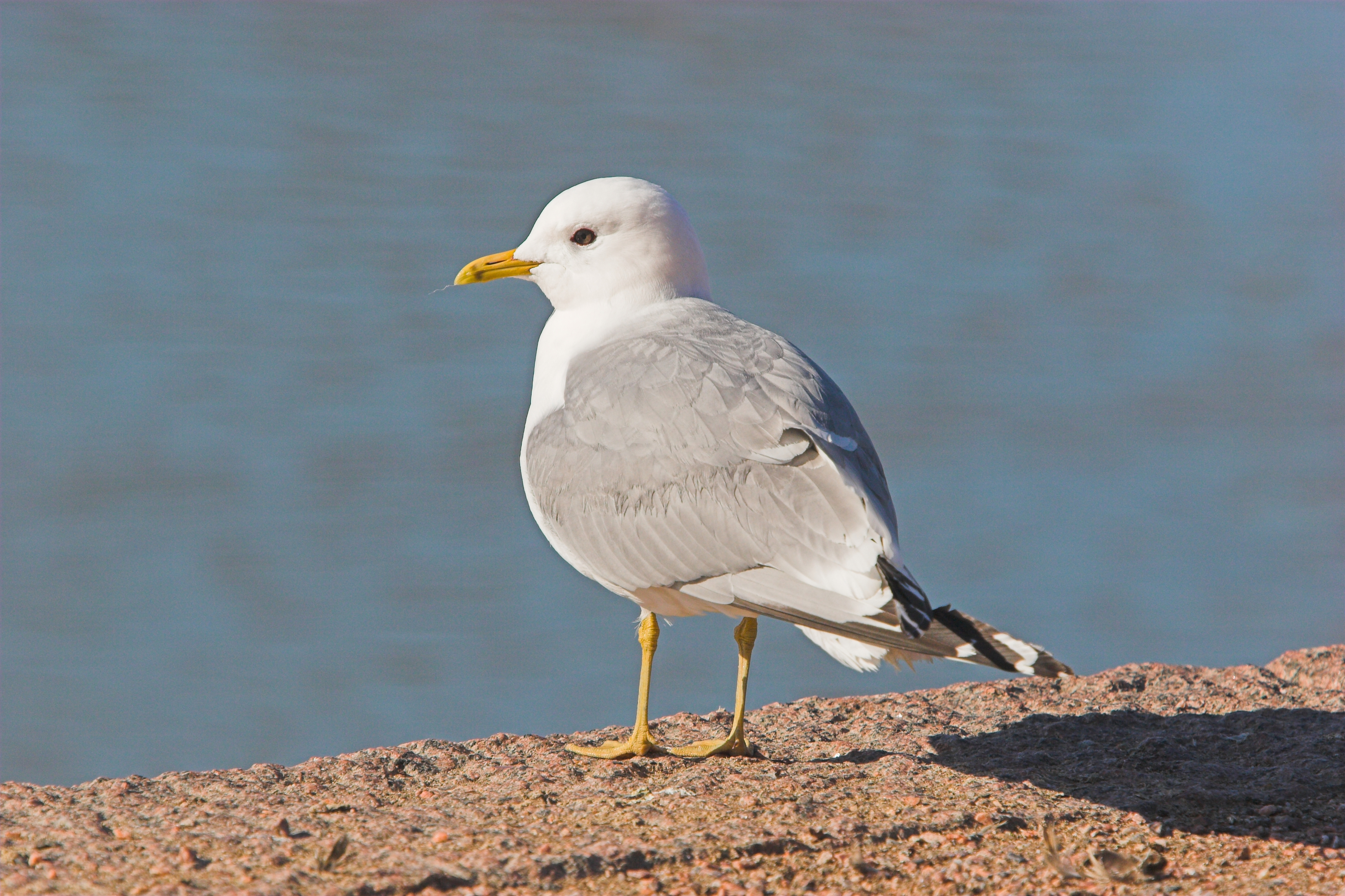
Goéland cendré
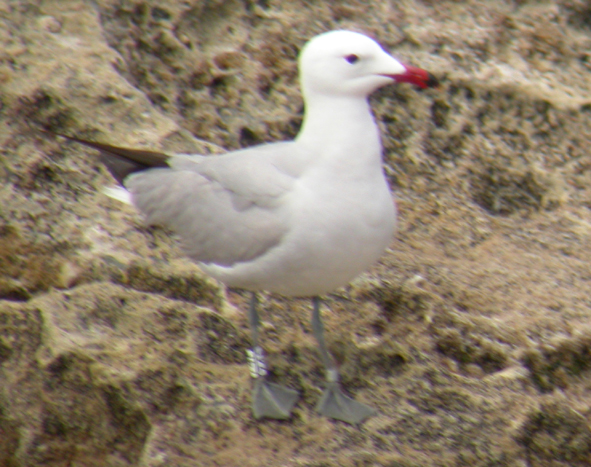
Goéland d'Audouin
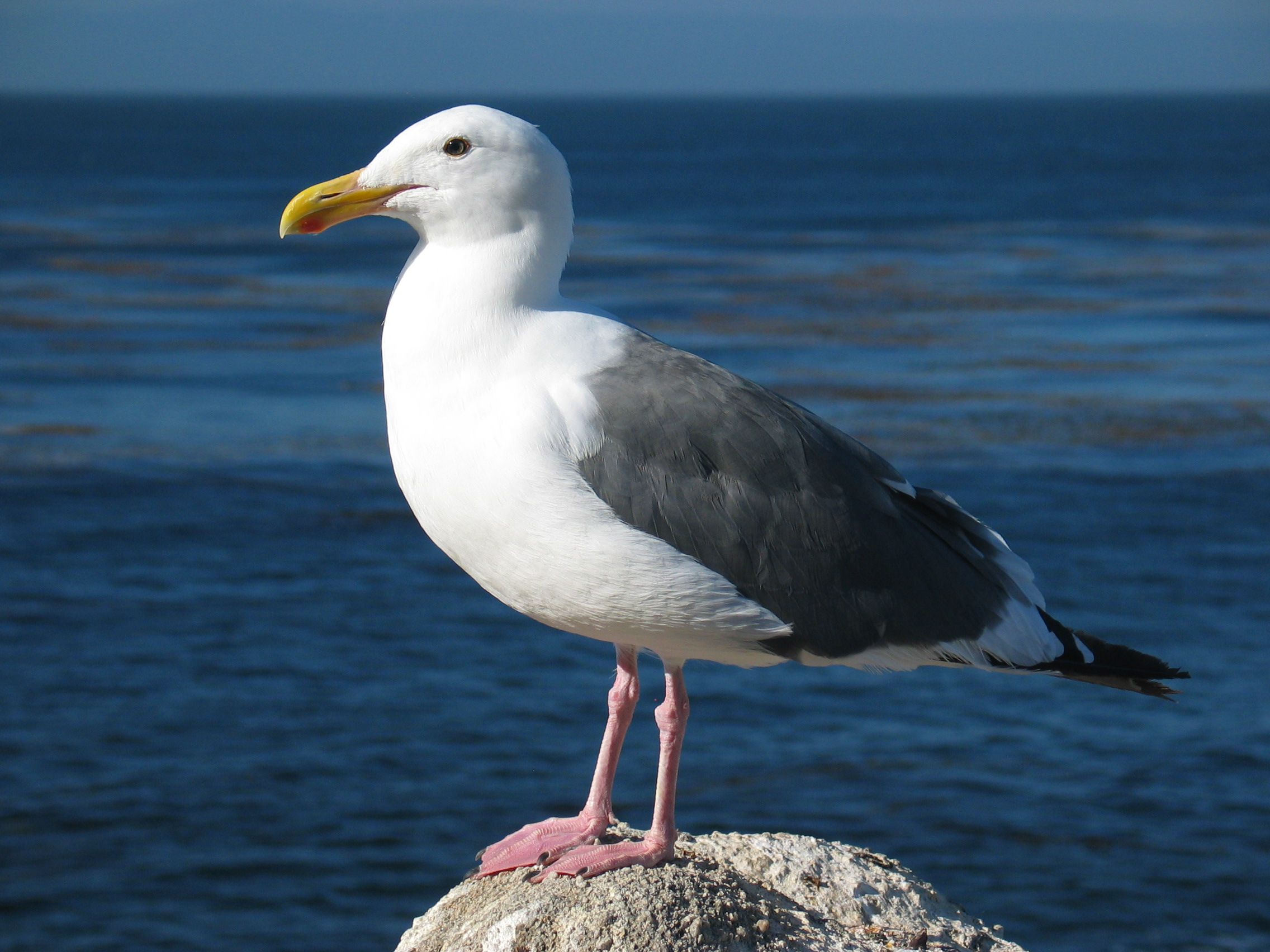
Goéland d'Audubon
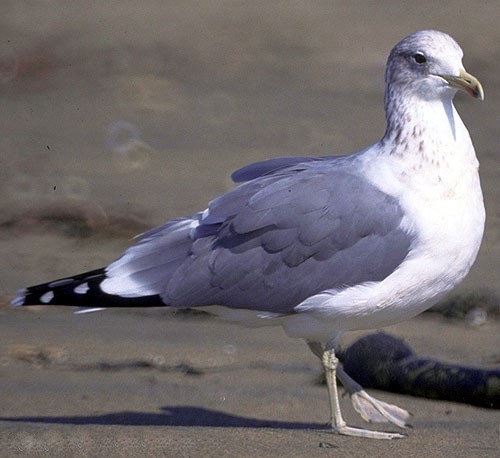
Goéland de Californie
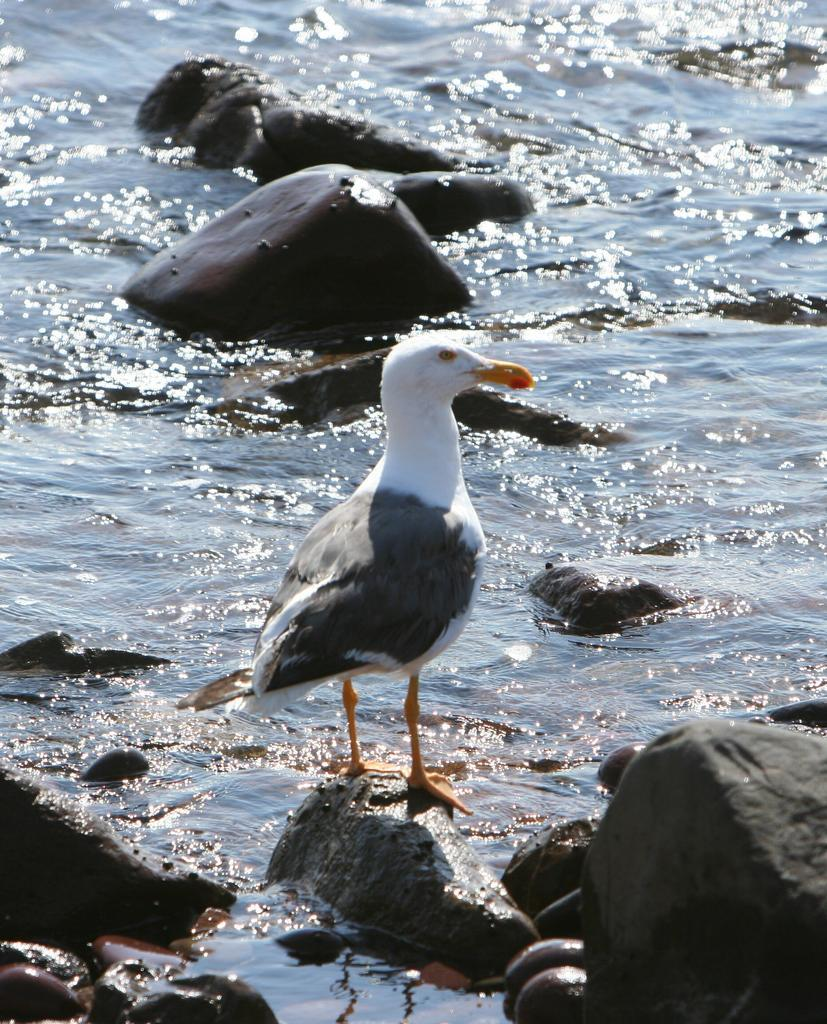
Goéland de Cortez
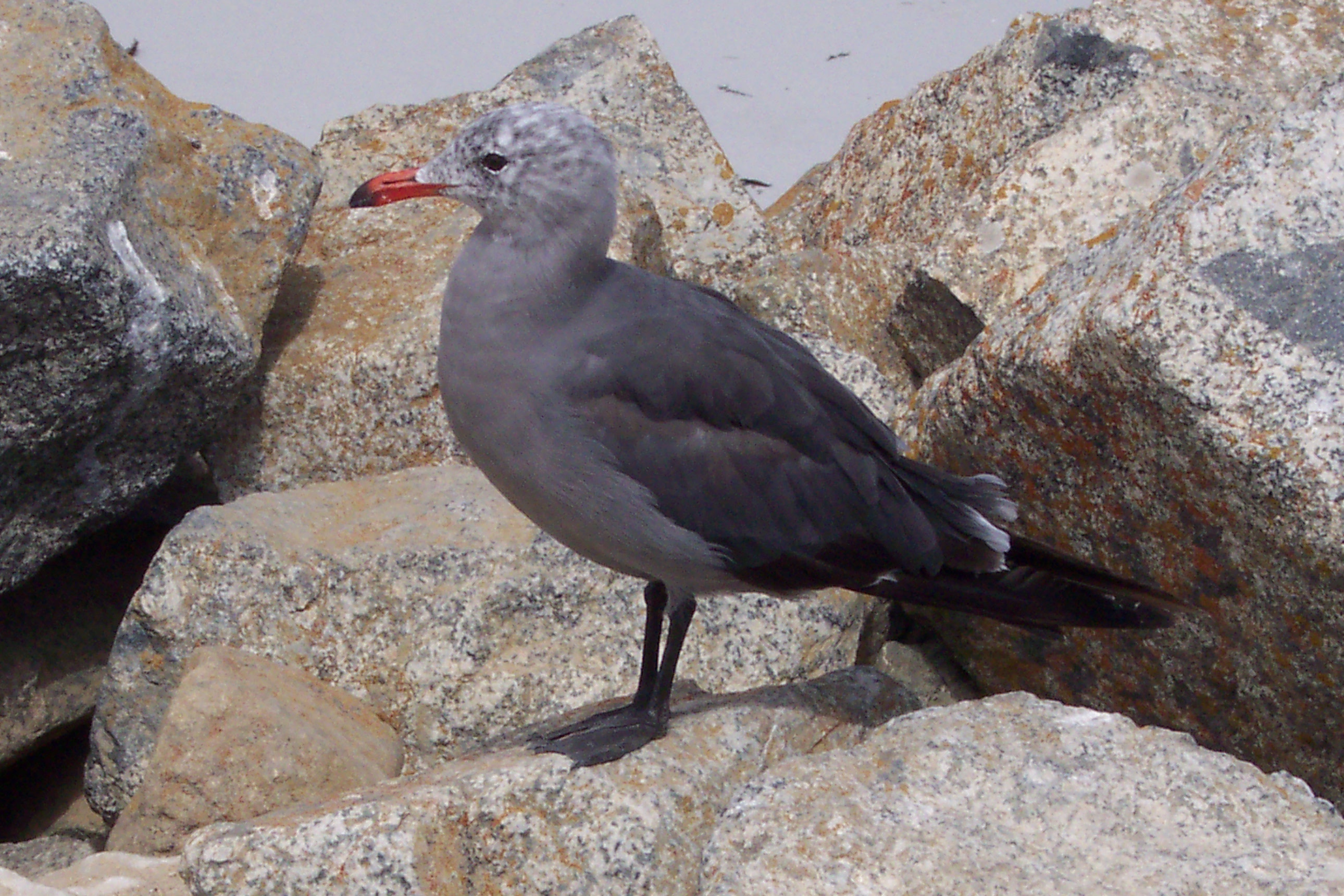
Goéland de Heermann
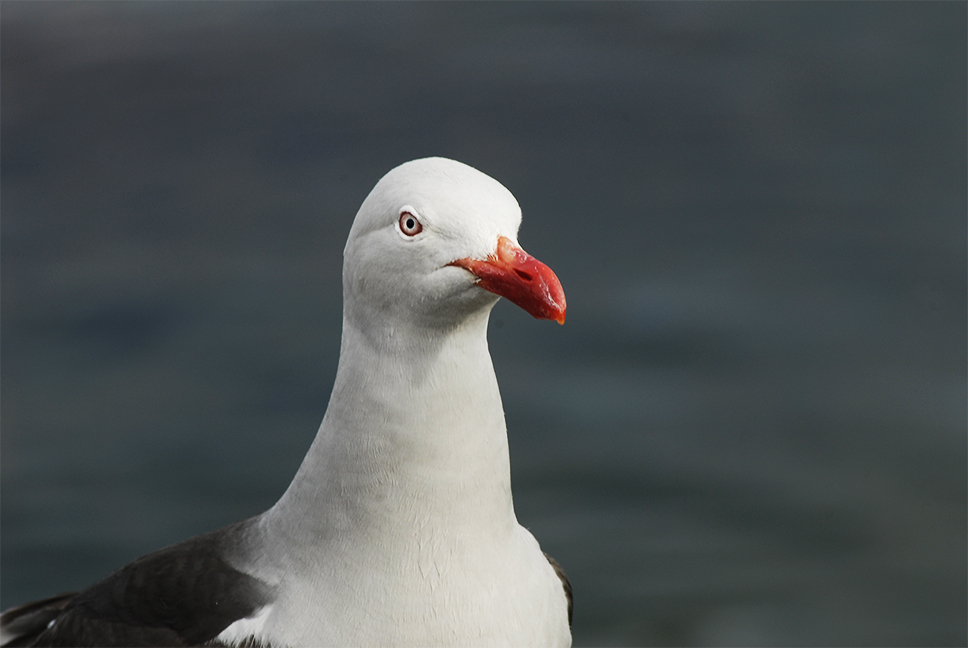
Goéland de Scoresby
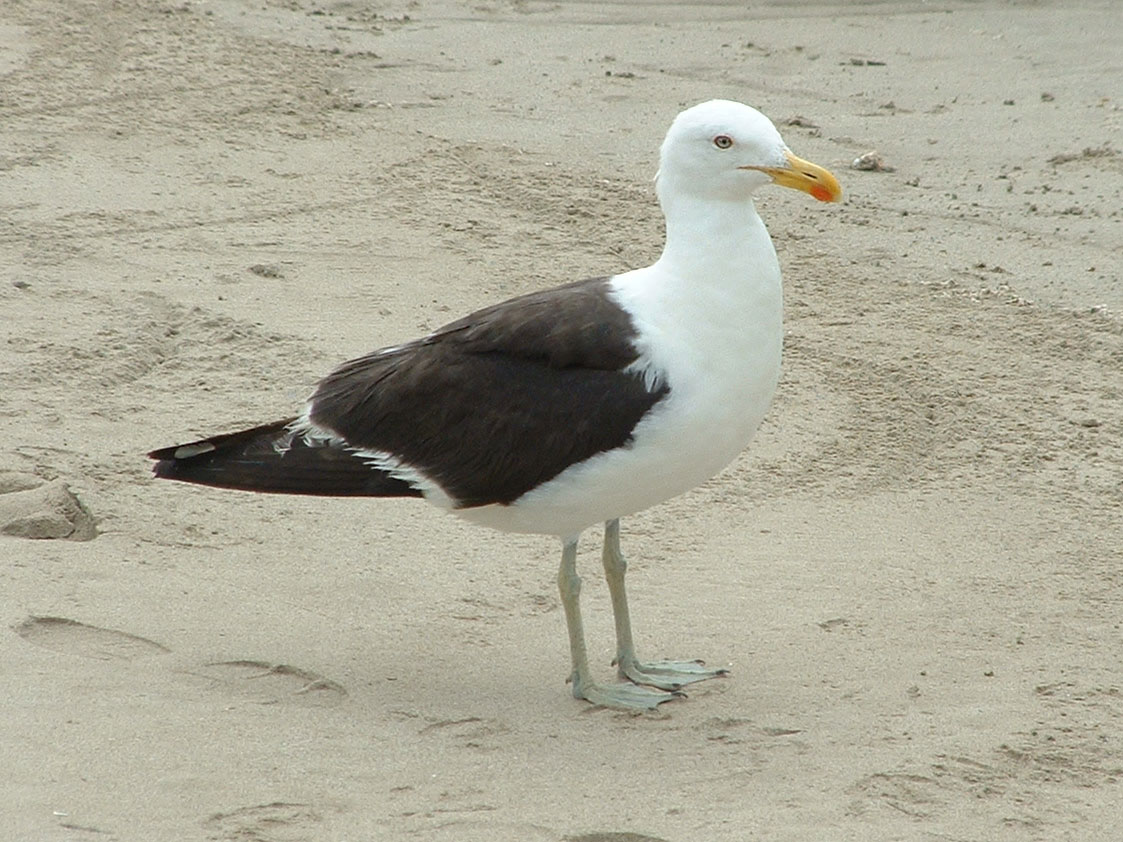
Goéland dominicain
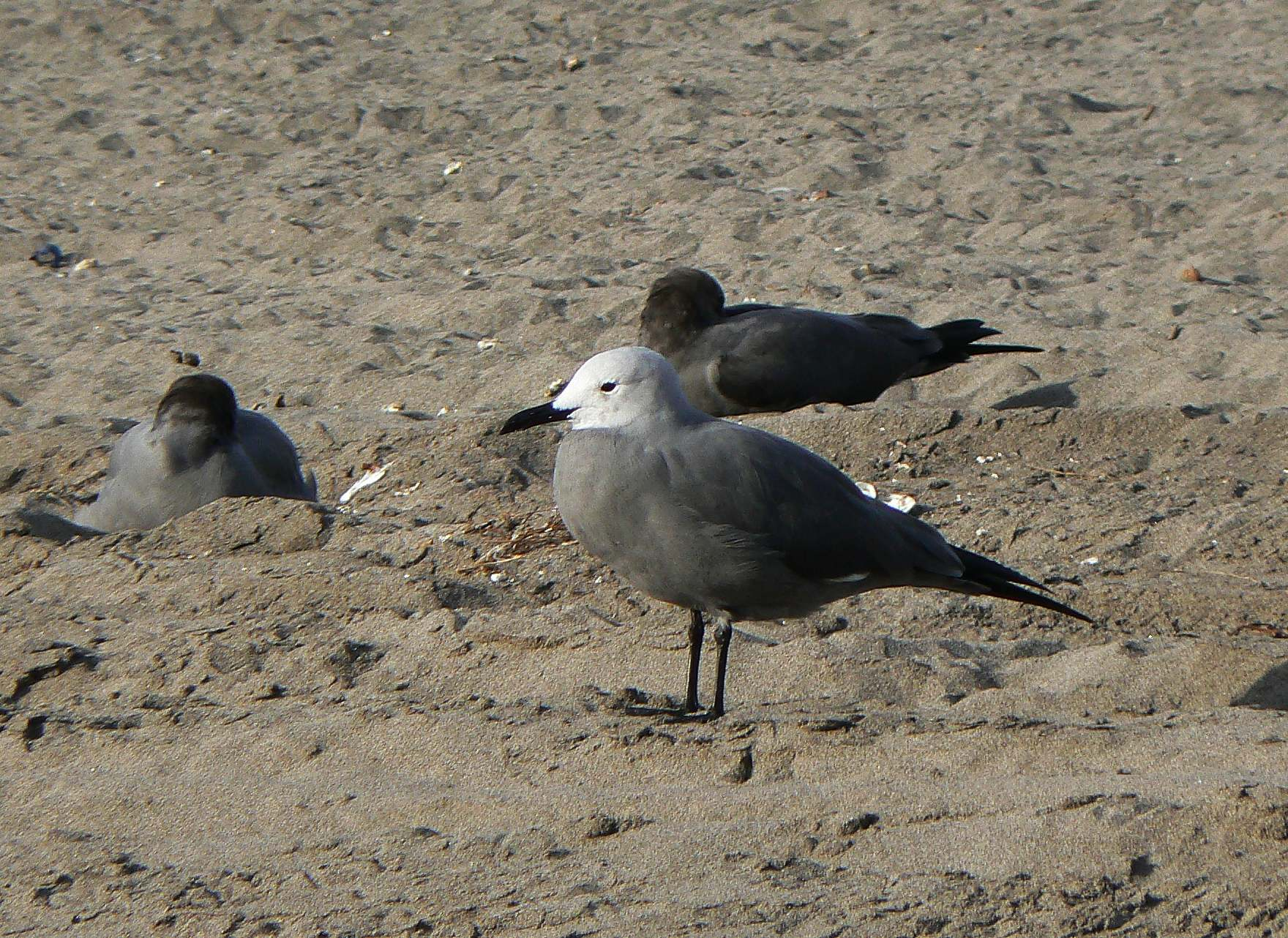
Goéland gris
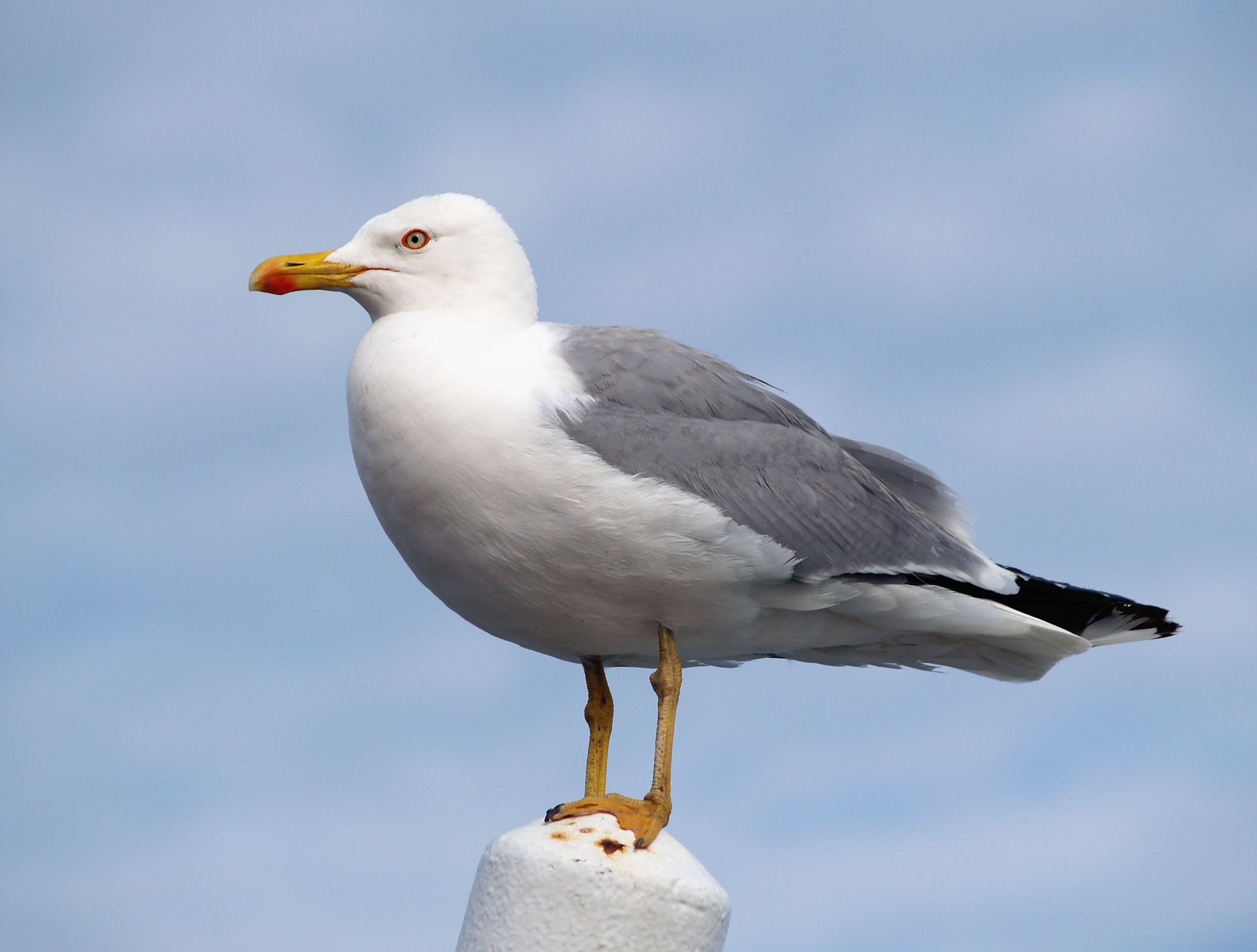
Goéland leucophée
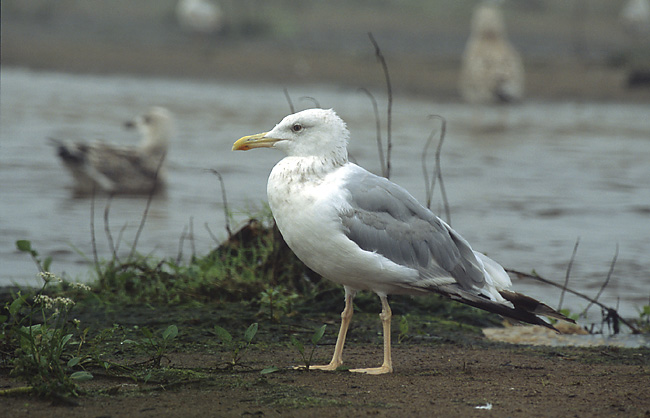
Goéland pontique
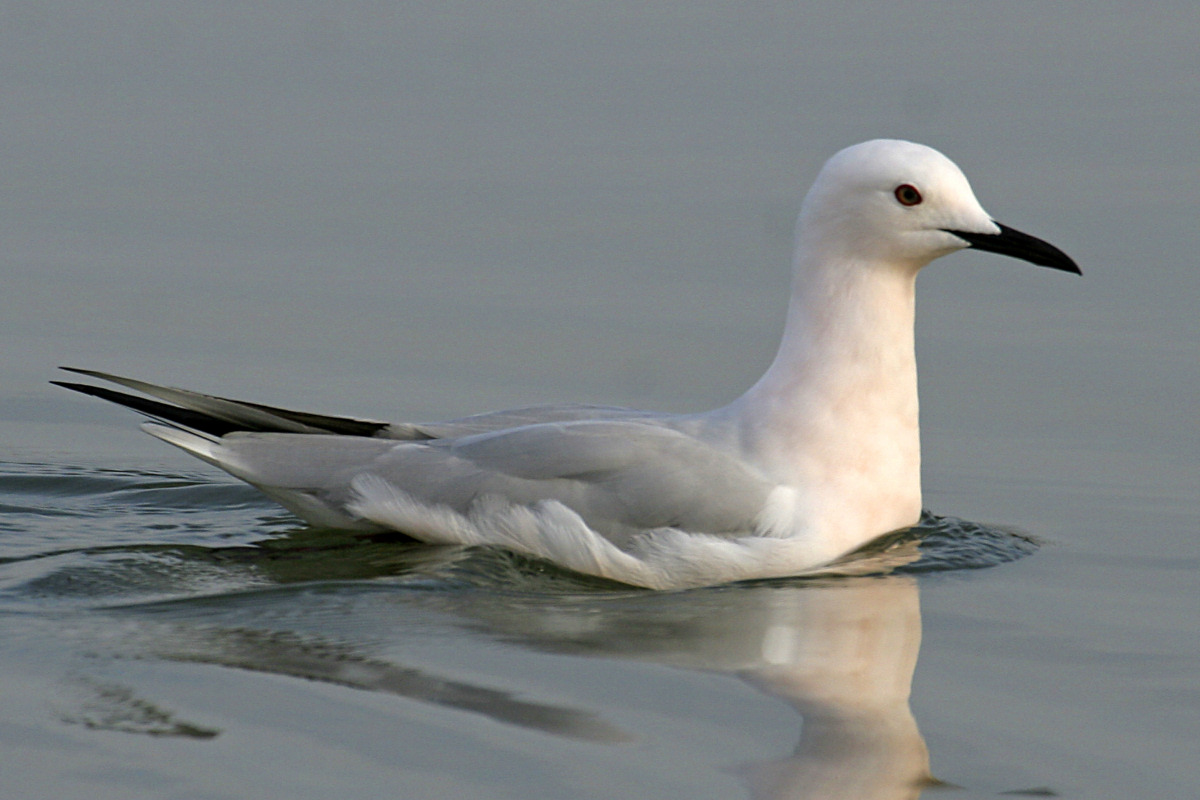
Goéland railleur
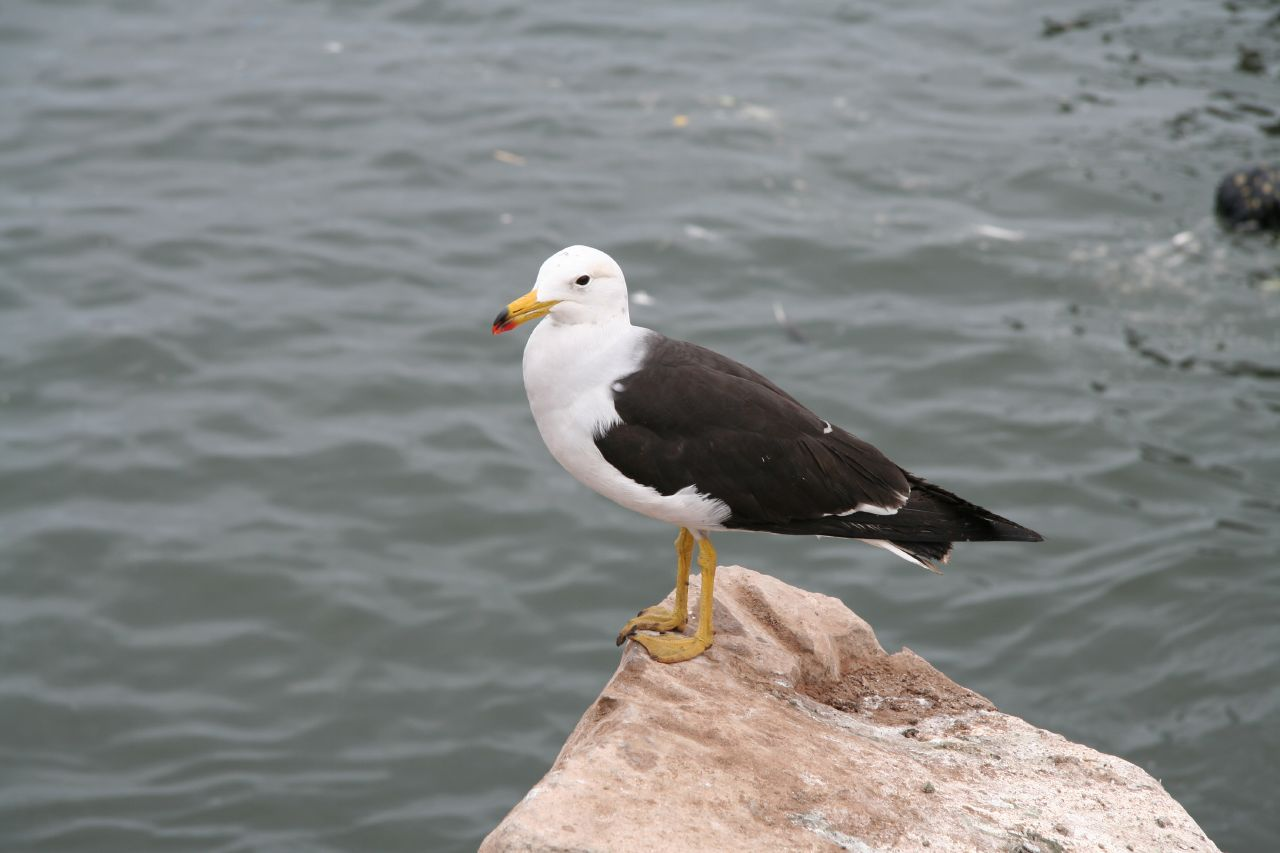
Goéland siméon
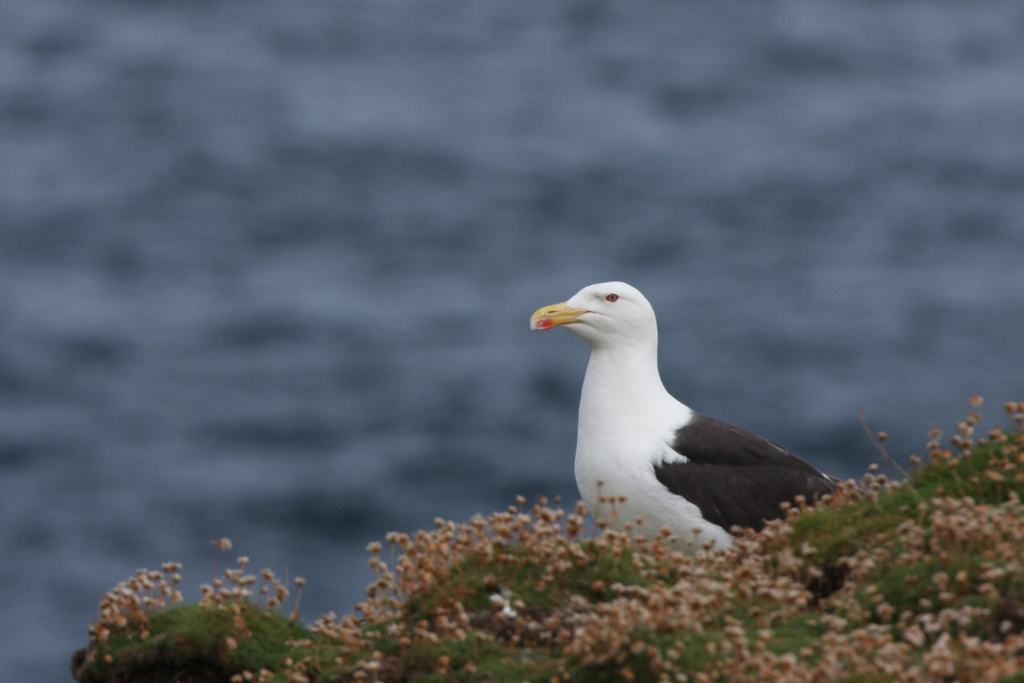
Goéland marin
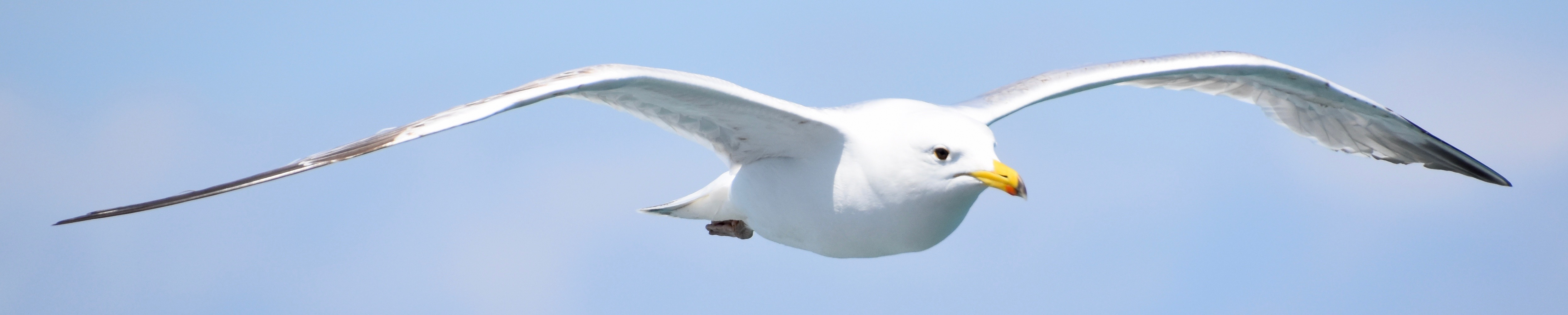
Goéland argenté en vol